# Éric Keslassy
Éric Keslassy est un sociologue français, né en 1973, qui a enseigné à l'université Paris-Diderot, à Sciences Po Lille, à l'ENSTA ainsi qu'à Sciences Po Paris. 

## Biographie

### Jeunesse et études
Éric Keslassy effectue un DEA d'Études politiques à l'EHESS (Centre Aron) sous la direction de Françoise Mélonio, où il rédige une analyse de la pensée économique et sociale de l'auteur d'Alexis de Tocqueville à travers son approche du paupérisme. 
Il poursuit ses recherches sur Tocqueville sous la direction de Philippe Steiner, à l'université Paris-Dauphine, et rédige une thèse de doctorat intitulée Question sociale et démocratie dans l'œuvre de Tocqueville qu'il soutient en décembre 2005.

### Parcours professionnel
Il enseigne dans un premier temps les sciences politiques, les sciences économiques et la sociologie à l'université Paris VII, ainsi qu'à l'université Paris-Dauphine. Il devient ensuite enseignant à l'Institut d'études politiques de Lille, où il enseigne les méthodes de sciences sociales (entre 2009 et 2012) et les sciences politiques (depuis 2010-2011). 
En 2008, il crée le cours de sociologie de l'intégration dans la formation en culture générale de l'ENSTA — enseignement qu'il a assuré jusqu'en 2011.
Faisant de la recherche dans le domaine de la reproduction sociale et des inégalités d'accès au pouvoir, il est considéré comme un expert du communautarisme[source insuffisante].
Il dirige la collection « Objectif : réussir sa prépa » du Groupe Studyrama[réf. souhaitée].

## Axes de recherche
Éric Keslassy consacre une grande partie de ses écrits à la relation qui s'est nouée entre l'égalité et la démocratie à partir de la réflexion de Tocqueville. Dans ce cadre, la « société démocratique » n'est plus seulement le régime politique bien connu mais un « état social » qui se fonde sur la progression de « l'égalité des conditions ». Il réunit certaines de ses idées dans un petit ouvrage didactique : Démocratie et égalité (Bréal, 2003). Il est reconnu comme l'un des chercheurs experts de Tocqueville,. 
Il développe ensuite sa réflexion autour du concept contemporaine de discrimination positive. La déclaration de Nicolas Sarkozy en faveur de la nomination d'un « préfet musulman » lui fait écrire De la discrimination positive (Bréal, 2004). Cet ouvrage vise à établir une distinction entre la discrimination positive « socio-économique » et la discrimination positive « ethnique ». Il écrit un rapport intitulé Ouvrir la politique à la diversité pour l'Institut Montaigne.  
Il coécrit avec Najat Vallaud-Belkacem un rapport pour la Fondation Jean-Jaurès intitulé Pluralité visible et égalité des opportunités. 
Il a rédigé un rapport de sociologie électorale sur le profil sociologique des parlementaires issus des élections législatives françaises de 2017 pour l'Institut Diderot. Il est à ce titre invité à s'exprimer dans les médias comme dans Le Monde et l'Humanité,.

## Publications
- Le libéralisme de Tocqueville à l'épreuve du paupérisme, éditions L'Harmattan, 2000.
- Démocratie et égalité, Bréal, 2003.
- De la discrimination positive, Bréal, 2004.
- Comprendre le Proche-Orient. Une nécessité pour la République, avec Frédéric Encel, Éditions Bréal, 2005[15]
- La République à l'épreuve du communautarisme, Les notes de l'Institut Diderot, 2011.
- Citations politiques expliquées, Paris, Eyrolles, 2012, 140 p. (ISBN 978-2-212-55374-1).